# Ximena Navarrete
Ximena Navarrete Rosete (Guadalajara, 22 de fevereiro de 1988) é uma modelo e atriz mexicana, ganhadora dos títulos de Nuestra Belleza Jalisco 2009, Nuestra Belleza Mexico 2009 e Miss Universo 2010.
Ela foi a segunda mexicana a vencer o Miss Universo, tendo sido precedida por Lupita Jones em 1991.

## Biografia
Ximena começou sua carreira como modelo aos 15 anos e antes de ser Miss Universo, era estudante de Nutrição.
Nascida Jimena, ela adotou o nome escrito com X em homenagem a seu país natal, o México.

## Participação em concursos de beleza

### Miss México 2009
Ximena começou sua participação nos concursos de beleza vencendo o Nuestra Belleza Jalisco 2009, o que lhe permitiu participar do Nuestra Belleza México 2009 (Miss México 2009), concurso que ela também venceu e lhe deu o passe para o Miss Universo 2010.
"Quero representar o México de cabeça erguida, com muita segurança e desempenhar um bom papel. Ser uma mulher íntegra e carregar o nome do México em mim: é isso que eu quero", disse Ximena para a Hola México antes de embarcar para participar do concursos em Las Vegas.

### Miss Universo 2010

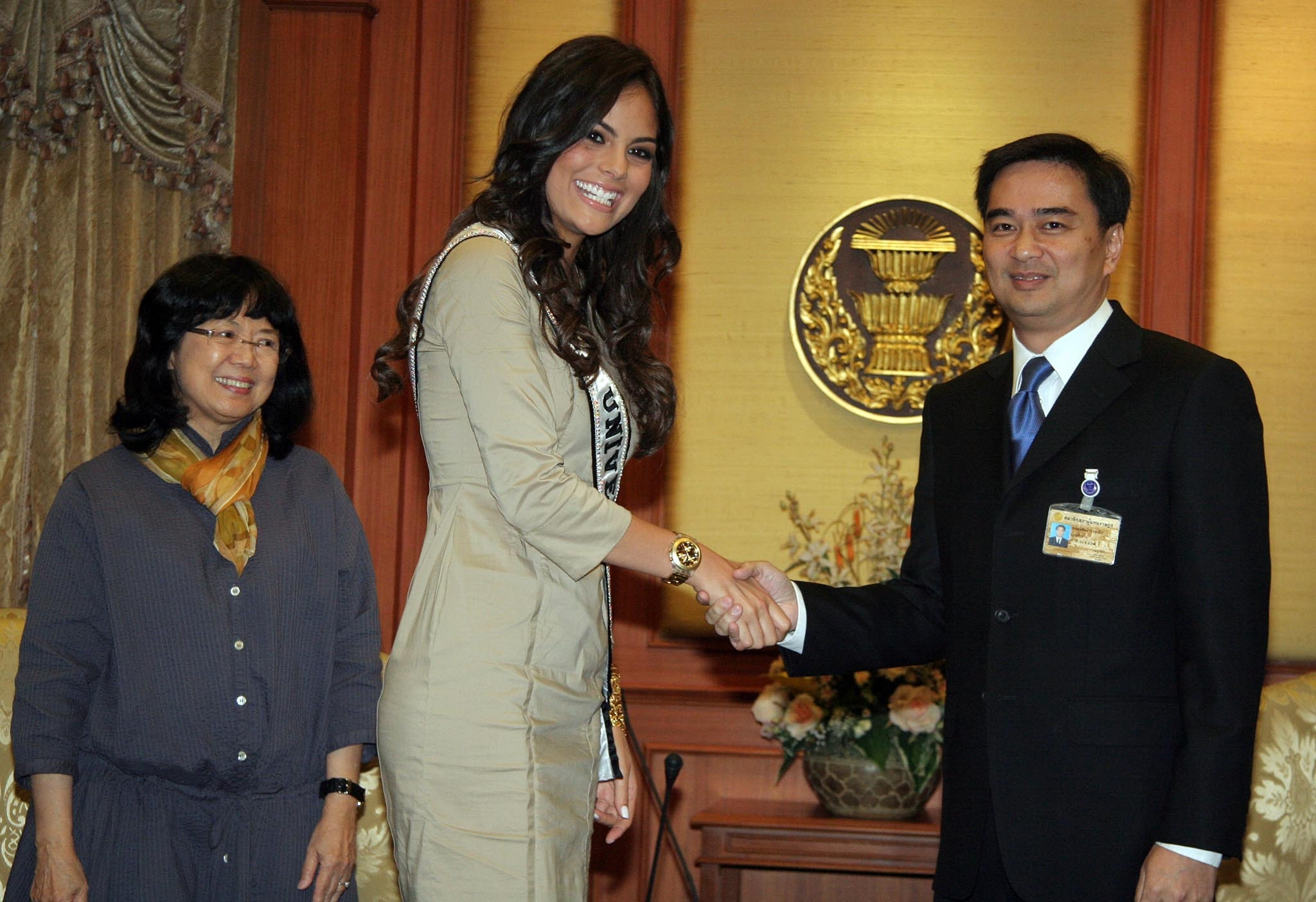
Ximena na Tailândia em 2011

Em Las Vegas, Ximena derrotou outras 82 candidatas de todo o mundo e levou o título de Miss Universo 2010. Logo após vencer, ela nem sabia o que dizer. "Minha cabeça está em branco", relatou para a imprensa, segundo a revista Hola.
Como parte de seu trabalho, ela visitou diversos países, como o Brasil, Espanha, França, Índia, Indonésia, Porto Rico, Rússia, Tailândia, entre outros.
Em fevereiro de 2011, Ximena tornou-se o rosto oficial da campanha mundial da marca de cosméticos L'Oreal Paris para o México e em abril seguinte foi nomeada madrinha e porta-voz da Comissão Latina contra Aids em Nova York.

## Vida depois dos concursos

### Vida profissional
Logo após coroar sua sucessora, Ximena chegou a ser conhecida como a "melhor Miss Universo da história".
Em 2012 , ela voltou a usar a sua coroa em público novamente, ao lado do então dono do Miss Universo, Donald Trump, que a havia convidado para ser a modelo de campanha do perfume Success. Ela foi a primeira e única Miss Universo da história a ter usado novamente a coroa oficialmente depois de já ter uma sucessora.
Por muitos anos, Ximena trabalhou como modelo para o costureiro mexicano Benito Santos, que fez o vestido vermelho com o qual havia sido coroada Miss Universo.
Ximena também fez dezenas de capas de revistas, inclusive para a Cosmopolitan (Nova), InStyle, Marie Claire e QG (consulte a busca aqui).

### Vida pessoal
Em 2013, enquanto gravava a novela La Tempestad, surgiram rumores sobre ela ter um relacionamento com o ator William Levy, que era casado. O affair foi confirmado poucos meses depois quando os dois foram flagrados juntos.
Em 2015 ela foi vista com o empresário Juan Carlos Valladares pela primeira vez. O casal se casou em abril de 2017. Em agosto de 2018 ela tornou público que havia tido um aborto espontâneo e em junho de 2021 anunciou que estava grávida novamente. O bebê, uma menina nasceu em 8 de dezembro de 2021, de parto cesáreo, e se chama como a mãe, Ximena.

## Filmografia
- La Tempestad (2013) — Marina Reverte / Magdalena Artigas (Protagonista)